# Amphithéâtre de Durrës
L'amphithéâtre de Durrës (en albanais : Amfiteatri i Durrësit) est un amphithéâtre en Albanie. Il est construit au IIe siècle à Dyrrachium sous le règne de l'empereur romain Trajan et est situé au milieu de la ville. Il peut accueillir jusqu'à 20 000 personnes, ce qui en fait le plus important des Balkans, dans la province romaine de Illyricum.
Il est redécouvert au XXe siècle et est aujourd'hui un lieu touristique important, même si une grande partie de la structure n'a pas encore été découverte. Ce monument est candidat pour intégrer la liste du patrimoine mondial de l'Humanité de l'UNESCO.

## Histoire

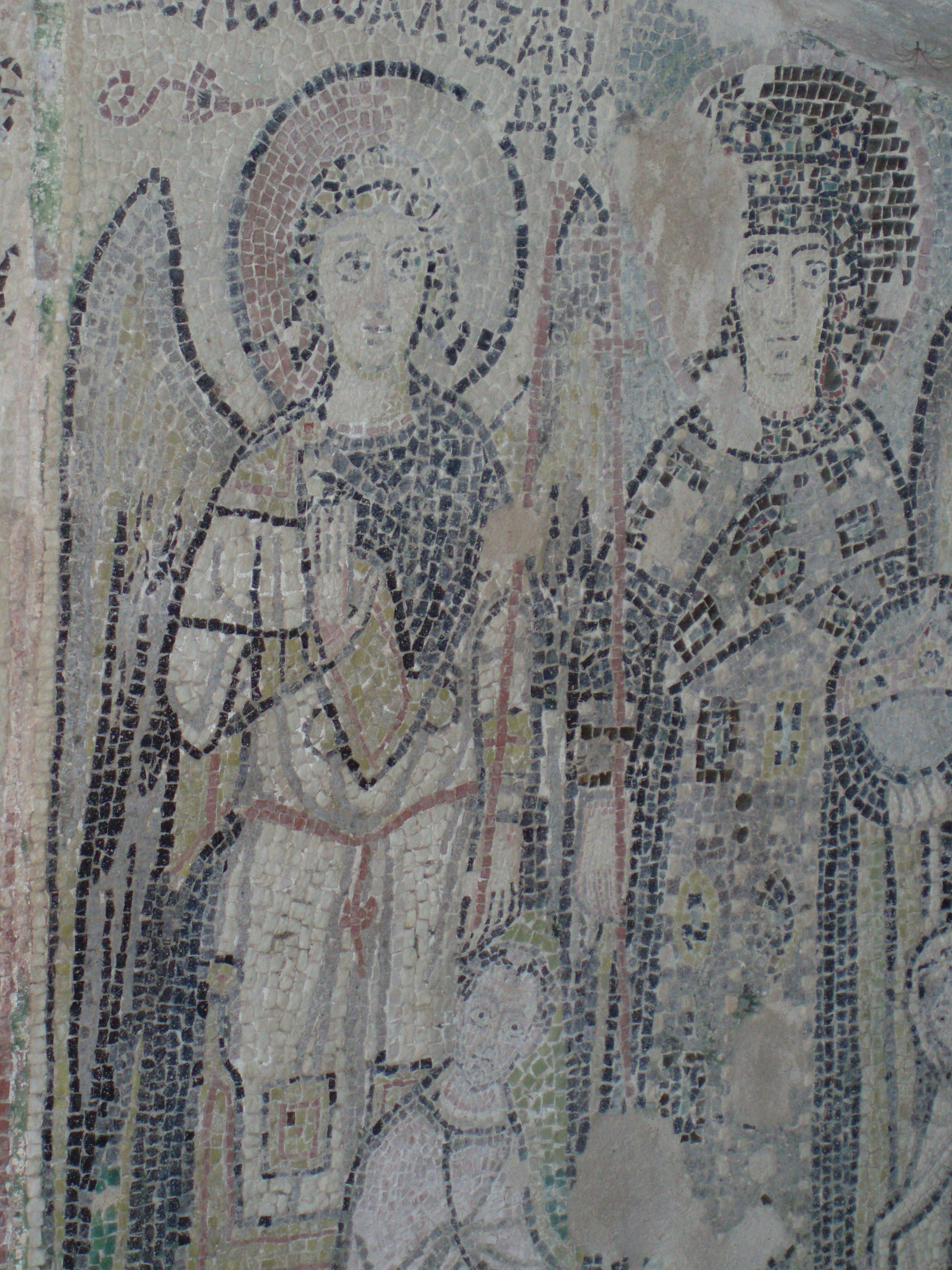
Une des mosaïques de la chapelle paléochrétienne datées du VI.

L'amphithéâtre est construit au début du IIe siècle et est utilisé pour les représentations jusqu'au IVe siècle. Il est fort probable que le tremblement de terre de 345-346 ait pu endommager le monument et entrainer la fermeture du ludii gladiatorii. La chapelle paléochrétienne est construite sur l'amphithéâtre au cours de la seconde moitié du IVe siècle, cette dernière comportait de nombreuses fresques. Quelques décennies plus tard, au VIe siècle, la chapelle est aménagée avec des mosaïques. Une autre chapelle médiévale est édifiée au XIIIe siècle, toujours décorée avec des fresques. La structure de l'amphithéâtre est couverte au cours du XVIe siècle, après l'occupation ottomane, avec la construction d'un mur à proximité. Marin Barleti, un historien et prêtre catholique décrit le bâtiment antique comme une « belle construction ».
Un tiers environ du site est découvert et fouillé dans les années 1960 par Vangjel Toci. Le reste des vestiges est fouillé quelque temps plus tard années 1980 par Lida Miraj. Après sa mise au jour, l'amphithéâtre s'est lentement détérioré, car aucun effort de conservation n'a été entrepris avant les années 2000, et de nombreuses autres constructions ont à être bâties autour du site. En 2004, l'Université de Parme a commencé des travaux de restauration afin de sauver ce monument.

## Description

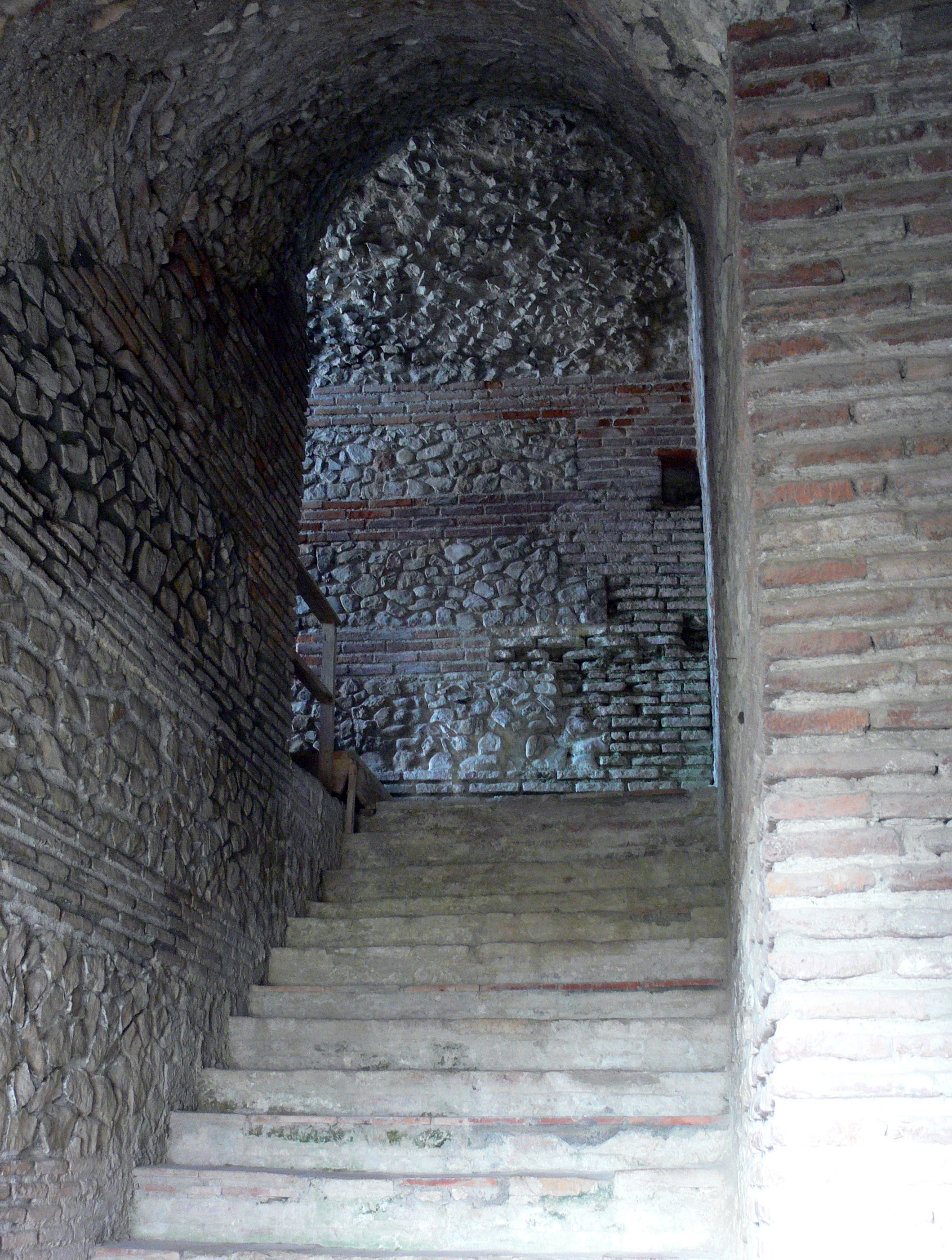
Un des escaliers de l'amphithéâtre.

L'amphithéâtre a une forme elliptique avec des axes de 132 m sur 113 m. L'arène, quant à elle, a des dimensions de 61 m sur 42 m et avec 20 m de hauteur en partant de la base de la cavea. L'amphithéâtre est construit sur une pente de la colline, et à l'intérieur de celui-ci il est possible de voir des escaliers et des galeries aux différents niveaux. La chapelle de mosaïques qui contient les mosaïques a été préservée.
Par ailleurs, la cavea de l'édifice est encore visible, ainsi que l'emplacement de ce qui constituait la scène.
Le site fonctionne actuellement comme un musée.

## Sauvegarde du patrimoine

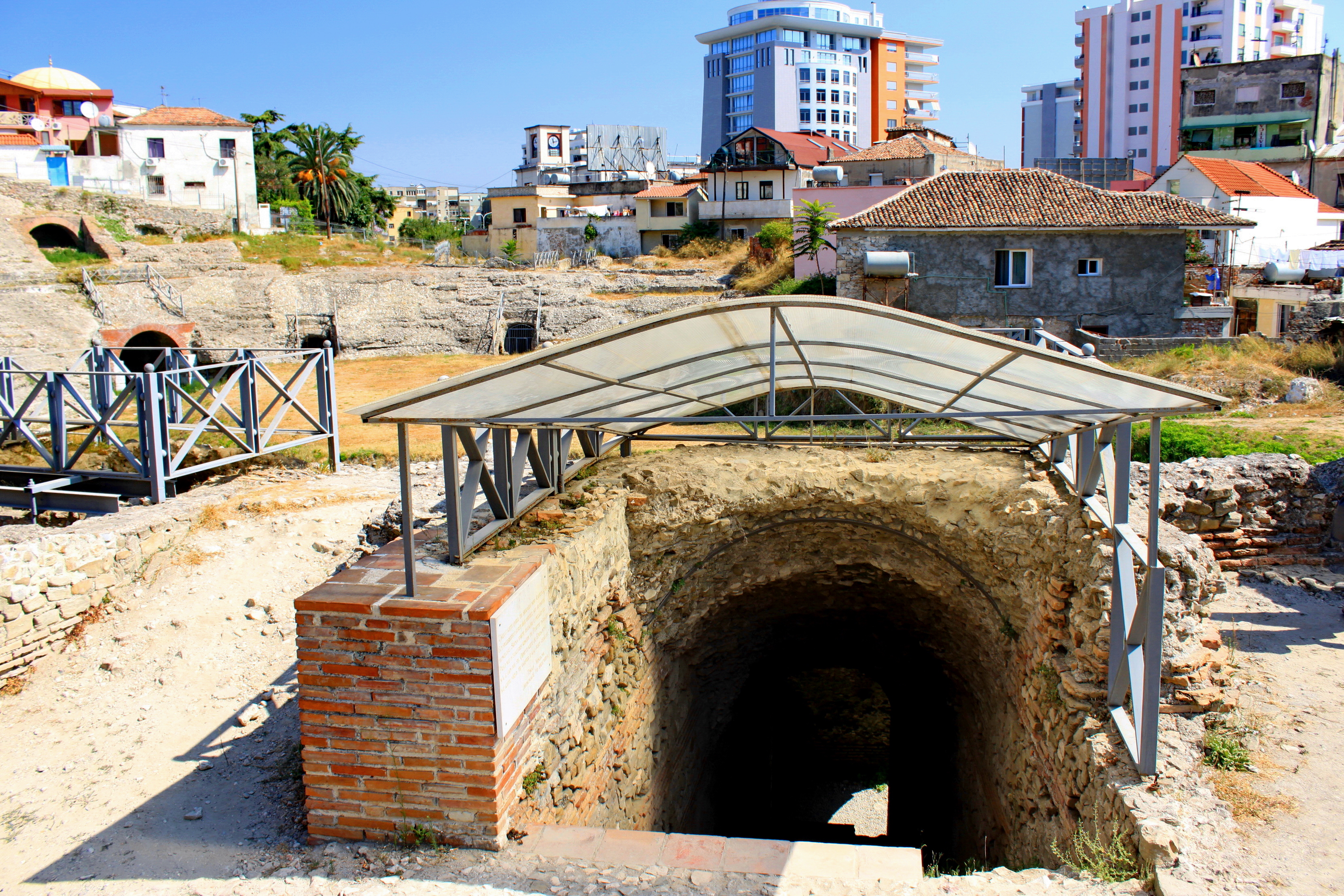
Vue sur l'arène de l'amphithéâtre avec au second plan les maisons modernes qui menacent la conservation de l'édifice.

L'amphithéâtre est entouré de tous les côtés par la ville de Durrës, et des logements modernes sont construits en dessus d'une section de l'arène elle-même. La pression urbaine issue du développement de la ville menace la préservation du site à long terme. La municipalité de Durrës envisage aujourd'hui de supprimer les maisons qui se situent dans les environs de l'amphithéâtre.
Avec les années, les structures du monument se détériorent lentement, ainsi que les mosaïques et les peintures.
En 2013, l'amphithéâtre est sélectionné avec treize autres sites par Europa Nostra comme l'un des sites les plus menacés du patrimoine culturel en Europe.

Panorama.

## Annexe

#### Article
- (en) Gjerak Karaiskaj, « Amphitheatre of Durrës », European Commission,‎ 2004 (lire en ligne, consulté le 21 octobre 2015)

#### Ouvrage
- (sq) Koço Miho, Amfiteatri i Durrësit : dhe raportet urbanistike me qytetin bashkëkohës, Tirana, Shtëpia Botuese, 1984, 123 p.